# Santa Barbara dei Librai
Santa Barbara dei Librai ou Igreja de Santa Bárbara dos Livreiros é uma igreja de Roma, Itália, conhecida antigamente como Santa Barbara alla Regola, uma referência ao rione onde ela ficava, Regola, perto do Campo de' Fiori. Atualmente a igreja é considerada parte do rione Parione.

## História
Giuseppe Vasi data a consagração desta igreja em 1306, mas é provável que uma igreja já existia no local desde o século X ou XI. Inscrições preservadas em seu interior atestam que a igreja teria sido fundada por Giovanni di Crescenzio de Roizo, um senador romano do século II, e sua esposa Rogata, o que é bastante improvável.
Em 1600, a igreja foi concedida à "Confraria dos Livreiros" (livreiros, escritores e editores), os "librari" ou "librai", que dedicaram a igreja a São Tomás de Aquino e São João de Deus.
Em 1634, depois de um incêndio, a confraria adquiriu diversas propriedades vizinhas. Durante o pontificado de Inocêncio XI (r. 1676–1689), a igreja passou por uma restauração e a fachada barroca foi refeita por Giuseppe Passeri. 
A estátua de Santa Bárbara sobre a porta foi esculpida por Ambrogio Parisi e o anjo pintado numa das paredes é atribuído a Guido Reni. A igreja abriga também pinturas de Luigi Garzi, um afresco de "São Savas", de Giovanni Battista Brughi, um pupilo de Baciccio, na Capela dos Espelhos, além de outros afrescos de Francesco Ragusa e Domenico Monacelli.
A igreja foi utilizada pela confraria até 1878, quando foi abandonada e desconsagrada. Em 1982, foi restaurada.
O oratório vizinho está localizado sobre as ruínas do Teatro de Pompeu. 

## Galeria

Imagens da igreja
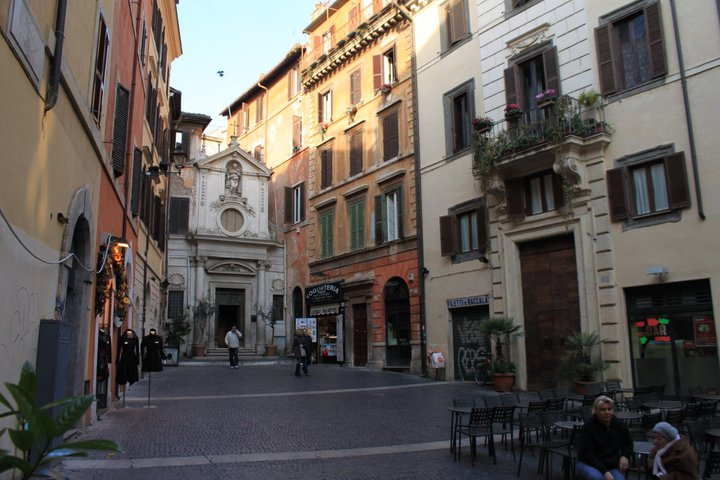
Vista da igreja e os arredores.
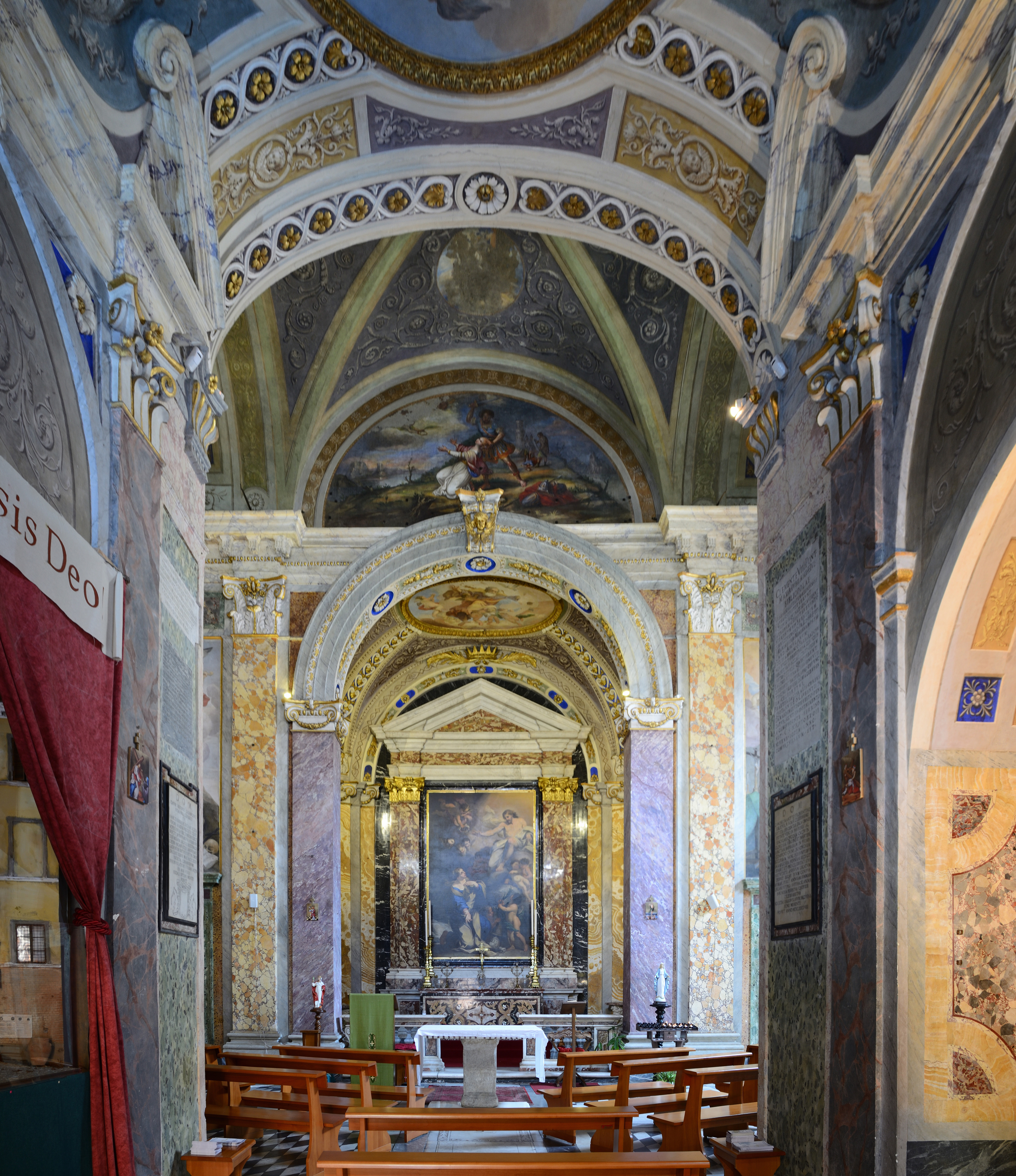
Altar-mor.
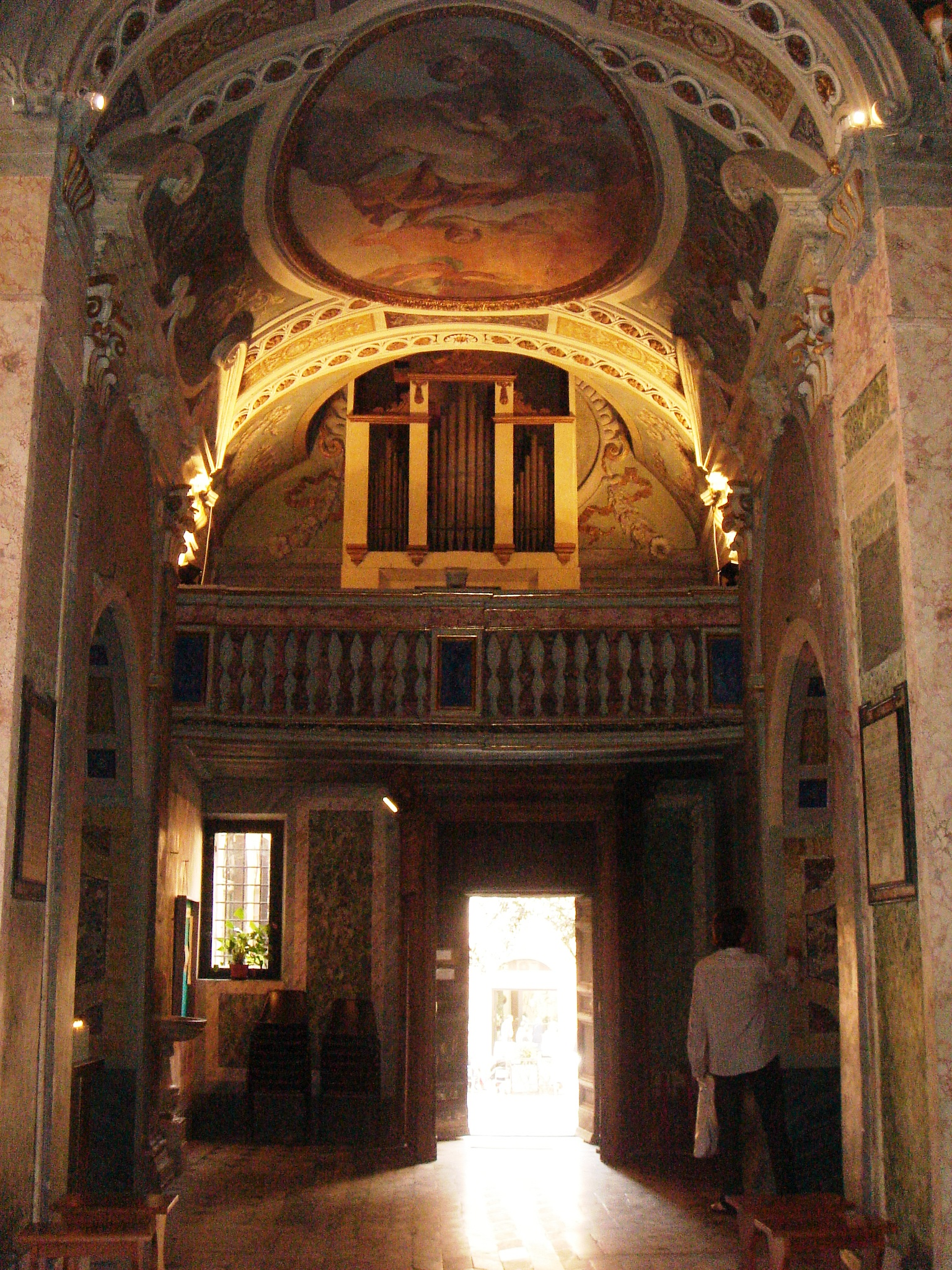
Contra-fachada e o órgão.
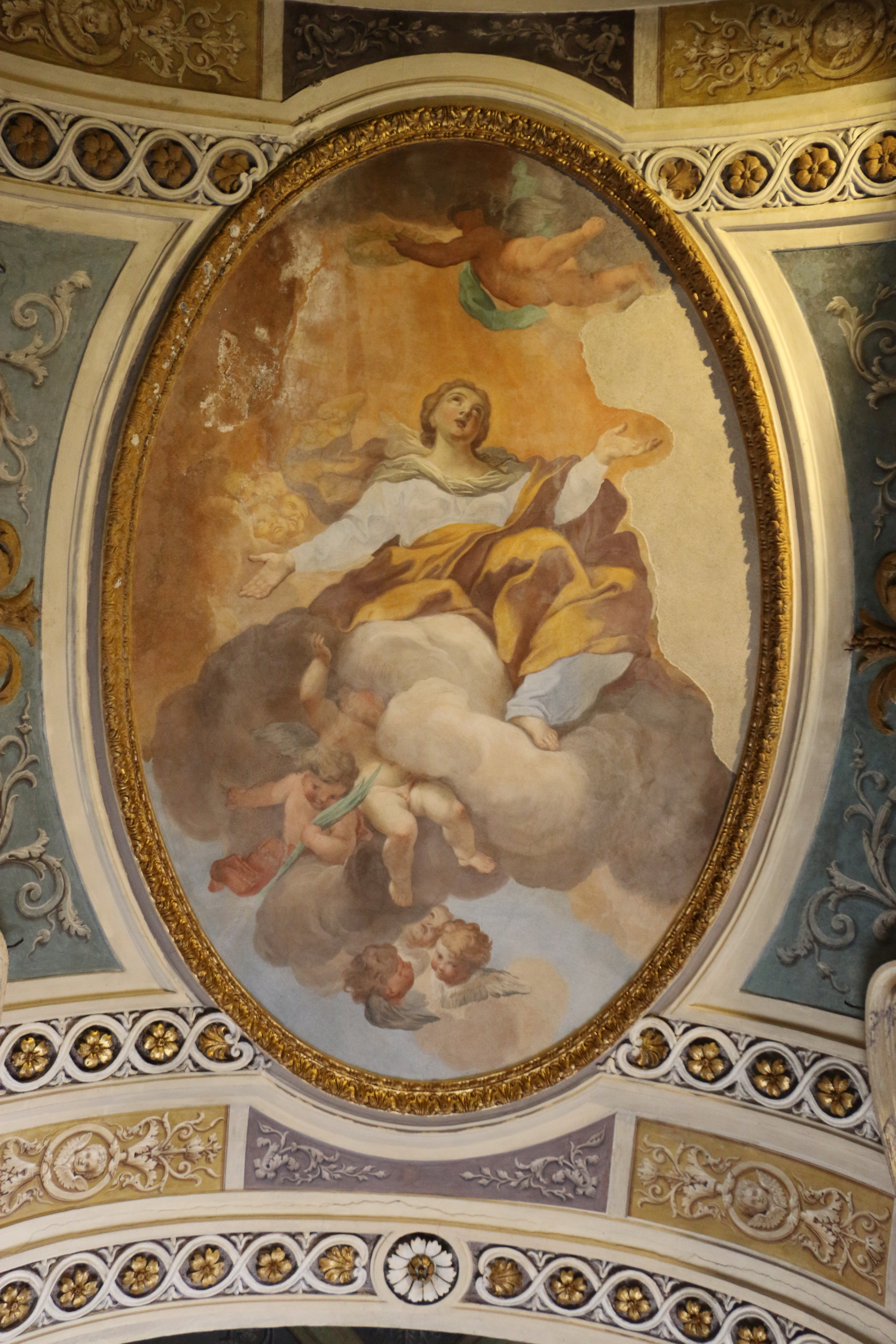
Afresco de Santa Bárbara no teto da nave.
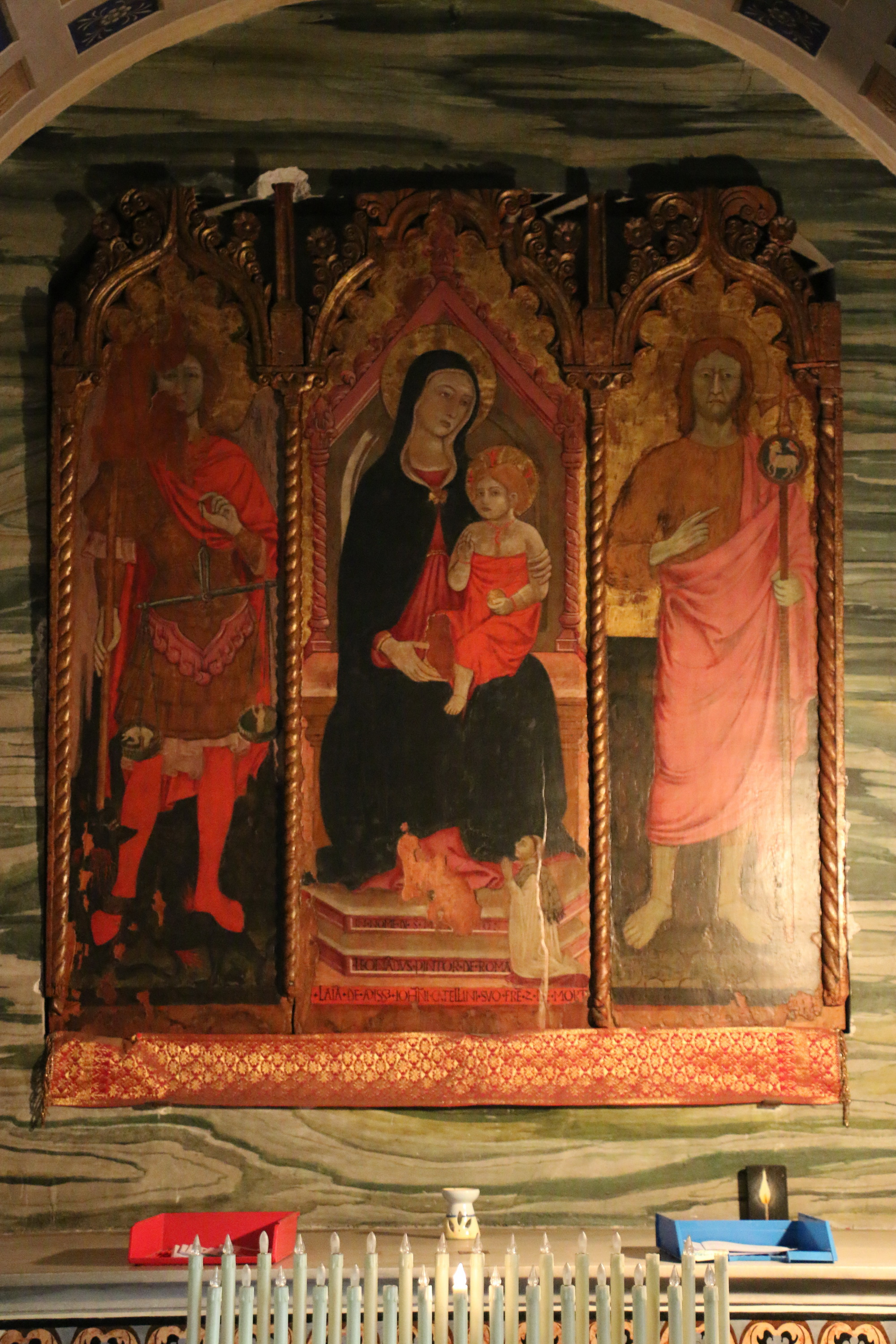
Tríptico da "Madona com o Menino com São Miguel Arcanjo e São João Evangelista"